# Naleśniki Gundel

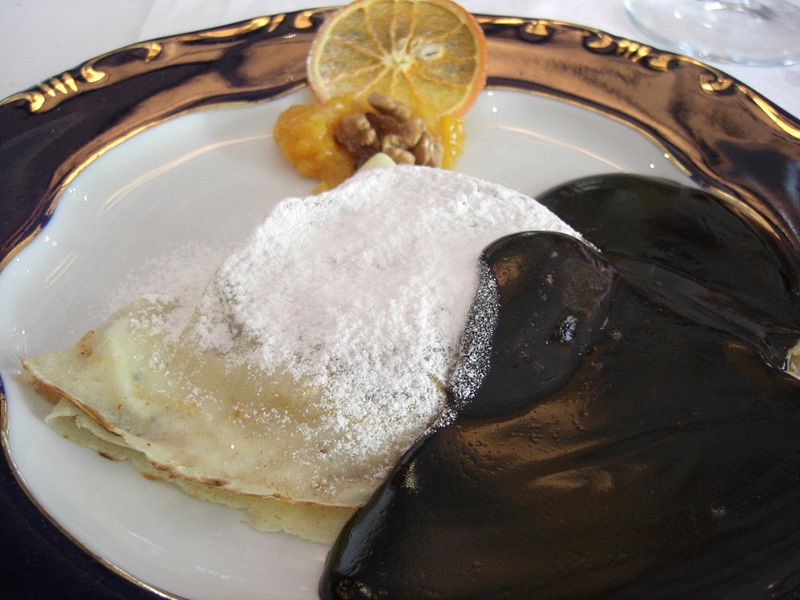
Naleśniki Gundel

Naleśniki Gundel (węg. Gundel palacsinta) – forma słodkich naleśników, charakterystyczne danie kuchni węgierskiej, będące kreacją Karola Gundela, właściciela budapeszteńskiej restauracji Gundel.
Gundel to cienkie naleśniki, podawane tradycyjnie w formie tortu, a często samodzielnie (jak inne naleśniki). Są przekładane masą orzechową, rodzynkami i oblewane sosem czekoladowym. W restauracjach często podawane są efektownie, z flambirowaniem.